# جورج سيسيل ودروف
جورج سيسيل ودروف (بالإنجليزية: George Cecil Woodruff)‏ هو لاعب كرة قدم أمريكية أمريكي، ولد في 29 نوفمبر 1888 في كولومبوس في الولايات المتحدة، وتوفي في 16 نوفمبر 1968.

## وصلات خارجية
- جورج سيسيل ودروف على موقع الموسوعة البريطانية (الإنجليزية)